# Ерік Споулстра
Ерік Джон Споулстра (англ. Erik Jon Spoelstra, англ. вимова: [spoʊlstrə], нар. 1 листопада 1970 року, Еванстон, Іллінойс) - професійний американський баскетбольний тренер і поточний головний тренер команди Національної баскетбольної асоціації «Маямі Гіт». Американець з філіппінським корінням по матері, він є першим азійським американцем, який став головним тренером в історії чотирьох головних спортивних ліг Північної Америки та виграв Чемпіонат НБА як головний тренер.
Починаючи з 2001 і до 2008 рр. Ерік виконував обов’язки асистента головного тренера та головного скаута команди. Протягом п’яти перших своїх сезонів як головний тренер, він вивів свою команду до п’яти поспіль виходів у плей-офф, включаючи виходи до фіналу у 2011, 2012 та 2013 роках, де, у 2012 та 2013 роках, команда із Флориди ставала чемпіонами.

## Кар’ єра гравця
Народившись у Еванстоні (штат Іллінойс, США), Споулстра потім провів частину свого дитинства у Баффало (Нью-Йорк), після чого, до кінця 1970-х років, прожив у Портленді (штат Орегон, США). Ерік відвідував Вищу єзуїтську школу у Бівертоні (штат Орегон, США), де він відзначився як розігруючий у баскетбольній команді. Ерік грав під 30-им номером у старшій школі, на честь тодішнього гравця «Портленд Трейл-Блейзерс» Террі Портера, - одного з улюблених гравців Еріка Споулстри.  Перед завершальним роком у старшій школі, Ерік взяв участь у зірковому баскетбольному таборі «Nike» імені Соні Вакаро, що проходив у Прінстоні (штат Нью-Джерсі, США), де грав разом із майбутніми гравцями НБА Алонзо Моурнінгом, Шоном Кемпом та Бобі Харлі.
Споулстрі пропонували баскетбольні стипендії, одну з яких він прийняв – від Портлендського університету (Портленд був місцем проживання Еріка). У 1989 році Еріка було названо найкращим гравцем першокурсником року Західної конференції. Споулстра був стартовим розігруючим команди свого університету «Пайлотс» протягом чотирьох років, набираю чи в середньому по 9.2 очка, 4.4 передачі та 2.4 підбирання за гру. Споулстра також серед лідерів в історії «Пайлотс» у різних статистичних категоріях. Ерік закінчив університет у Портленді у 1992 році (з дипломом зв’язківця).
Після випуску з Портлендського університету, Еріка найняли асистентом тренера команди «Тус Гертен» (німецька професійна баскетбольна команда, заснована у Вестфалії, Німеччина), де він провів 2 роки. Потім, він став головним тренером місцевої юнацької команди. Після двох років з командою, в Еріка почалися проблеми зі спиною, що закінчилося хірургічною операцією. У 1995 році Споулстрі запропонували ще один дворічний контракт з клубом, але водночас команда з НБА «Маямі Хіт» зробила свою пропозицію молодому талантові. І хоча обидві пропозиції були більш менш рівними, Ерік вирішив продовжити свою кар’єру в НБА.

## «Маямі Гіт»

### Асистент тренера
Кріс Воллес, тодішній завідувач кадрами серед гравців «Гіт», переконав генерального менеджера Дейва Воля запропонувати Еріку Споулстрі місце у команді. Еріка найняли координатором відеоматеріалів клубу у 1995 році, хоча спершу йому не обіцяли, що він залишиться у команді після літа поточного року. Не довго після найняття на посаду Еріка, тренером «Гіт» було обрано Пета Райлі. Батько Еріка, Джон Споелстра, сказав, що по контракту, Пет не міг запросити свого відеокординатора, інакше Ерік вже тоді б втратив свою роботу.
Після двох років як відеокоординатор, Ерік Споулстра потім пропрацював асистентом тренера/відеокоординатором ще два роки. У 2001 році його назначили асистентом головного тренера/головним скаутом «Маямі Гіт». Багато колег Споулстри вважають, що головною причиною успіху Еріка в команді є його бажання працювати та відкритість до інших людей. Як асистент головного тренера його задачею був розвиток та вдосконалення зіркового захисника «Маямі Хіт» Двейна Вейда, після його повернення з літніх Олімпійських ігор, які проходила в Афінах (Греція) у 2004 році. Ерік виграв своє перше чемпіонство НБА у ролі асистента головного тренера, коли «Маямі» у фіналі 2006 року здолали команду «Даллас Маверікс».

### Головний тренер
У квітні 2008 року, після відходу Пета Райлі з тренерського містка команди, Еріка Споулстру було назначено головним тренером «Маямі Гіт». Наймаючи Еріка Пет Райлі сказав: «Сьогодні грі потрібні молоді тренери, які є технологічно оснащеними, сучасними та мають багато нових ідей. Ми думаємо, що Ерік саме така людина. Він народжений для того, щоб стати тренером. Після обрання на посаду, Споулстра вивів команду у плей-офф у перший же рік, незважаючи на жахливий показник клубу у минулому році, який становив 15 перемог та 67 поразок. Однак клуб із Флориди не зміг пройти перший раунд та був переможений командою з Атланти «Гокс» у семи матчах серії. Наступного року «Гіт» знову дісталися до плей-офф, але знову ж таки не спромоглися подолати перший раунд. Кривдниками команди став «Бостон Селтікс». Серія тривала п’ять матчів.
Надії та сподівання команди значно зросли, після підписання вільних агентів Леброна Джеймса та Кріса Боша влітку 2010 року. Після початку сезону з показником у 9 перемог з 17 матчів багато гравців «Гіт» були роздратованими роботою Еріка та ставили під сумнів його подальшу роль головного тренера команди. Однак команда виправилася та добралася до плей-офф з другим найкращим показником у Східній конференції. Споулстра вивів клуб до фіналу у тому році, де, правда, «Гіт» зазнали поразки у шести матчах від команди «Даллас Маверікс». Після невдалої спроби завоювати титул, президента «Гіт» Пета Райлі запитали чи він хотітиме повернутися до тренерської роботи. Але Райлі відповів, що довіряє Еріку, який після того отримав новий контракт з клубом розміром у 6 млн. доларів, який дійсний до сезону 2013-2014 років.
Наступного сезону Споулстра знову вивів «Маямі» у плей-офф з другим найкращим результатом у Східній конференції. Незважаючи на травму одного з гравців стартової п’ятірки Кріса Боша (що змусило його пропустити дев’ять ігор поспіль), клуб із Флориди знову дістався фіналу, де зіткнувся з командою «Оклахома-Сіті Тандер». Команда Споулстри здобула перемогу у п’ятиматчевій серії. Так Ерік став другим тренером в історії «Гіт», який виграв титул та першим, хто виводив команду до фіналу більше одного разу.
Протягом наступного сезону 2012-2013 років Споулстру обрали головним тренером збірної всіх зірок Східної конференції, адже у «Гіт» на той час був найкращий показник перемог та поразок у Східній конференції. Протягом цього сезону Ерік разом із командою змогли добитися 27-матчевої переможної серії, що є третім найкращим результатом в історії НБА. Клуб дістався плей-офф з найкращим рекордом у цілій лізі. Еріку знову вдалося вивести команду до фіналу, де їм опонувала команда «Сан Антоніо Спьорз». «Гіт» спромоглися виграти серію та, відповідно, і титул, ставши першою командою, якій вдалося виграти чемпіонство два роки поспіль з часів «Лос Анджелес Лейкерз» 2009-2010 років. Ерік також став восьмим тренером в історії НБА, кому вдалося виграти зі своєю командою два поспіль чемпіонських титули.

## Особисте життя
Ерік – єдиний син та молодший із двох дітей у сім’ї Джона Споулстри та Елізи Селіно. Джон є американцем з голландським та ірландським корінням. Мати Еріка є чистокровною філіппінкою. Він також є внуком Вотсона Споулстри – довготривалого спортивного письменника газети «Детройт Ньюз».